# Open innovation
Open innovation – koncepcja spopularyzowana przez profesora i dyrektora wykonawczego Centrum Open Innovation na Uniwersytecie w Berkeley Henriego Chesbrougha. Zgodnie z tą koncepcją przedsiębiorstwa nie powinny polegać wyłącznie na wynikach własnych prac badawczo-rozwojowych, ale korzystać z zewnętrznych źródeł innowacji poprzez współpracę z innymi podmiotami.

## Opis
Koncepcja open innovation zakłada otwarte i współpracujące podejście do procesu tworzenia innowacji. Przedsiębiorstwa stosujące otwarty model innowacyjny pozyskują potrzebną wiedzę i innowacje w ramach budowanej sieci kontaktów (wyspecjalizowane instytucje badawcze, dostawcy, użytkownicy, klienci, a także konkurenci). Powinny także udostępniać swoje wynalazki, których nie wykorzystują, innym podmiotom na zasadzie sprzedaży licencji, tworzyć konsorcja czy firm typu spin-off. To model biznesowy firm determinuje, z jakich informacji z zewnątrz skorzystać, a jakie informacje wewnętrzne udostępnić innym podmiotom.
Przeciwnym do open innovation jest pojęcie closed innovation, odnoszące się do procesu ograniczenia użycia wewnętrznych zasobów innowacyjnych rozwiązań tylko do własnej firmy i niekorzystania z zasobów z zewnątrz. Przed II wojną światową closed innovation był dominującym paradygmatem. Większość innowacyjnych przedsiębiorstw utrzymywało swoje odkrycia w ścisłej tajemnicy i nie czyniła kroków w kierunku pozyskiwania informacji spoza swoich ośrodków B+R. Jednak w ciągu ostatnich lat dokonał się znaczny postęp technologiczny, a w społeczeństwach rozpowszechnia się zjawisko dyfuzji wiedzy. W znacznej części postęp ten odbywa się w dziedzinie systemów komunikacji elektronicznej, włączając w to internet.
Model open innovation stosują m.in. Procter & Gamble, Nestlé i Eli Lilly.